# Gloria Viseras
 Gloria Viseras Díe (9 de febrero de 1965, Ciudad de México) es una exgimnasta española que compitió en la disciplina de gimnasia artística. Participó en los Juegos Olímpicos de Moscú 1980 y fue campeona de España ese mismo año.

## Biografía deportiva

### Inicios y etapa en la selección nacional
Nació en Ciudad de México, ya que su familia residía entonces allí debido a que era el destino de su padre, periodista de la Agencia EFE. Siendo niña se inició en la práctica de la gimnasia artística. Perteneció al Club Rodeiramar al igual que su compañera de la selección Irene Martínez. Sus primeros entrenadores fueron los rusos Nina y Eugeny Korolkov. Posteriormente comenzó a entrenar con el equipo nacional en el Gimnasio Moscardó de Madrid a las órdenes de Jesús ''Fillo'' Carballo, compitiendo internacionalmente con la selección entre los años 1978 y 1980.
Con 15 años de edad y tras proclamarse campeona de España, tuvo lugar su única participación olímpica, los Juegos Olímpicos de Moscú 1980. En los ejercicios obligatorios logró la mejor nota de las españolas (37,15 puntos), pero tras los mismos se lesionó, por lo que no pudo realizar los libres. En aquel momento se hacían 4 ejercicios obligatorios y 4 ejercicios libres. Debido a esto, solo pudo ser 62.ª en la general individual. También acudieron a esos Juegos sus compañeras de la selección Irene Martínez (43.ª en calificación y 22ª en la final) y Aurora Morata (49.ª en calificación y 25ª en la final). Para 1981, Gloria viajó a Bulgaria para entrenar allí durante varios meses, retirándose en 1982 tras sufrir una nueva lesión.

### Retirada de la gimnasia
Tras pasar 18 años fuera de España, estudiando de 1987 a 1991 una doble licenciatura en Comunicación y Filología Inglesa en la Houston Baptist University, regresó y trabajó como Directora Comercial de una empresa fabricante de producto promocional, y posteriormente como jefe en el Departamento de Desarrollo Interno en Axel Springer SE. Gloria Viseras tiene 3 hijos.
Tras la denuncia a su antiguo entrenador, en la actualidad dedica parte de su tiempo a colaborar con diferentes estamentos en la lucha contra el abuso sexual infantil, dando visibilidad a este problema a través de contar su experiencia en numerosas conferencias, participando en programas sobre el tema en espacios como Informe Robinson o Salvados, o integrando el proyecto europeo Voice (Voices for truth and dignity) sobre la violencia sexual en el deporte.

## Denuncia contra Jesús Carballo
Presentación de denuncia y prescripción de posibles delitos
El 17 de diciembre de 2012, Gloria denunció a su antiguo entrenador, el entonces seleccionador Jesús ''Fillo'' Carballo, por trato vejatorio y abusos sexuales cuando era menor de edad. Tras esta denuncia, el 28 de enero de 2013 el Consejo Superior de Deportes decidió prohibir a Carballo el acceso a la Residencia Joaquín Blume y al Centro de Alto Rendimiento, donde entrenaba al equipo nacional. El 29 de enero, la Real Federación Española de Gimnasia y Carballo suspendieron su relación laboral. El informe policial incluía otros 14 testimonios de personas que señalaban un trato vejatorio hacia varias gimnastas en esa época. El 26 de febrero la denuncia fue sobreseída por un juzgado de Madrid, dado que los posibles delitos habían prescrito, pero la sentencia fue recurrida después en dos ocasiones por Viseras y el CSD, ya que ambos consideraban que había indicios de una posible continuidad en el tiempo de las prácticas denunciadas. Unos 51 padres de las gimnastas en activo del CAR publicaron una misiva apoyando a Carballo tras el cese, y 73 gimnastas que habían sido entrenadas por él firmaron una carta de apoyo al exseleccionador en mayo, después del segundo sobreseimiento y tras conocerse el alcance real de las acusaciones. Carballo negó los abusos a través de sus abogados y posteriormente en sendas entrevistas en Marca y Al primer toque. Finalmente, el 10 de octubre de 2013, la Audiencia Provincial de Madrid dictó un auto definitivo rechazando los recursos de apelación y confirmando el sobreseimiento y archivo de la causa al no encontrar delito alguno no prescrito. El 18 de noviembre de 2013 se reanudó la relación laboral de Carballo con la RFEG, tras alcanzar un principio de acuerdo antes de que se celebrase un juicio por despido improcedente. Pocos días después dejó el cargo definitivamente, tras negociar ambas partes su salida.
Desestimación de indemnización a Carballo
El 10 de septiembre de 2015, el juzgado número 7 de Collado Villalba (Madrid) desestimó la demanda interpuesta por Carballo por daño a su honor contra Gloria Viseras, dos supuestos testigos de los abusos (Irene Martínez y Toni Llorens), las periodistas Amaya Iríbar (El País), Elena Sanz (El Confidencial) y Cayetana Guillén Cuervo (El Mundo), y los medios El País y Canal+. Para justificar que no había mala fe por parte de las exgimnastas, el juez señaló en la sentencia que la versión de Viseras y Martínez fue respaldada por una tercera exgimnasta «quien se mostró como otra supuesta víctima de abusos sexuales» y por el testimonio de una agente nacional, quien manifestó que por su experiencia en la investigación de delitos contra la libertad sexual, los hechos denunciados por Viseras le parecieron veraces. El juez continuó diciendo que «ni el Juzgado de Instrucción Nº 11 ni la sección 29ª de la Audiencia Provincial de Madrid declararon que los hechos no existieran -lo que habría determinado el sobreseimiento libre de las actuaciones- sino que las resoluciones dictadas por dichos órganos judiciales se fundamentaron en la prescripción de los delitos» y concluyó que la divulgación por parte de las exgimnastas de los presuntos hechos delictivos «no supone una intromisión ilegítima en el derecho al honor, pues, aun reconociendo el derecho que tiene el autor de un delito de beneficiarse de la seguridad jurídica que concede el instituto de la prescripción, la mentalidad actual es otra en relación a los delitos de abusos sexuales». Señaló además que en el caso de las noticias publicadas en los medios demandados se dan los requisitos para que prevalezca el derecho a la información y resaltó que a raíz de estas informaciones el CSD modificó los protocolos a seguir en los entrenamientos.
Poco después, el 28 de marzo de 2017 la Audiencia Provincial de Madrid estimó parcialmente el recurso del exseleccionador, imponiendo a Viseras, Martínez y Llorens el pago de 10.000 euros cada uno a Carballo por intromisión ilegítima en su honor en las declaraciones realizadas en el programa Informe Robinson y en otros medios como el blog de Viseras, así como la publicación del fallo en un periódico nacional. Al estimar que los derechos que entran en conflicto son el derecho al honor y el de libertad de información, el juez indicó que debe entrar a valorar el que se acredite «la veracidad de dicha información», y que en este caso no se había podido demostrar suficientemente, aunque esto no significase necesariamente que el relato de Viseras y Martínez fuera falso. El magistrado apreció además algunas contradicciones en los testimonios de los acusados, no coincidiendo en ciertos aspectos con los de otras personas. En lo referente a las manifestaciones en el blog de Viseras, se señaló entonces que «no puede calificarse a una persona como delincuente cuando no se acredita ni consta probado que hubiere cometido algún tipo de delito; y menos el de la gravedad y alarma social que causa el que se le había imputado», y posteriormente indica que «los demandados con sus manifestaciones, y a pesar de la ausencia de pruebas objetivas, provocaron el desmerecimiento público del actor cuando ya conocían con certeza que el que se podría derivar "per se" de su condena penal por los hechos concretos denunciados no iba a ser factible».

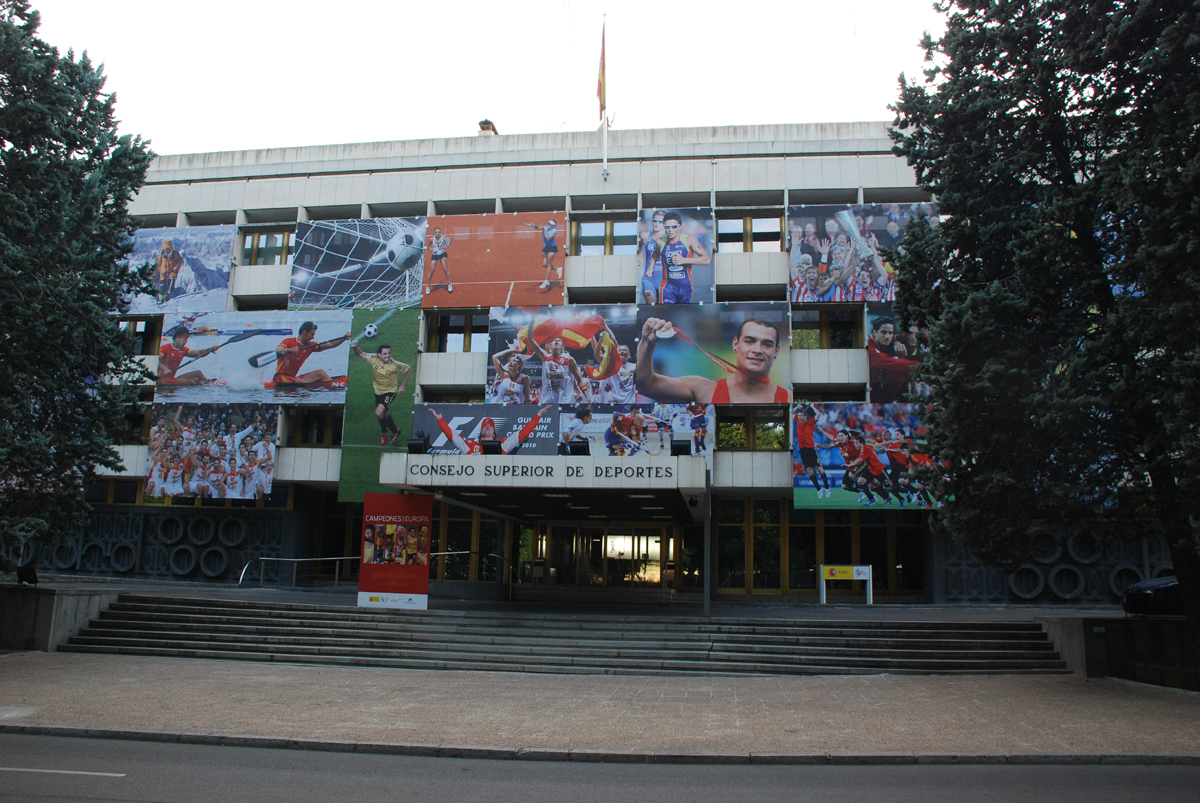
El CSD tomó varias medidas tras la denuncia de Viseras.

Sin embargo, el 12 de enero de 2018 el Tribunal Supremo volvió a fallar a favor de las exgimnastas, revocando la sentencia de la Audiencia Provincial que obligaba a indemnizar a Carballo. El Tribunal Supremo, que ha estudiado el caso en el ámbito de la libertad de información, se desmarca de la sentencia de la Audiencia Provincial, cuestionando que una denunciante de abusos sexuales pueda ser condenada por vulnerar el honor del denunciado sin que se trate de una denuncia falsa. Señala que la Audiencia fue «extremadamente rigurosa» y no comparte que no hubiera otorgado ninguna veracidad a los testimonios de Viseras y los supuestos testigos, indicando que son hechos que admiten «errores o desviaciones» a la hora de denunciarlos, más aún si se cometieron hace tanto tiempo. Los magistrados continúan diciendo que «una exigencia de prueba de la veracidad de tal rigor supone impedir que ese tipo de conductas puedan ser denunciadas públicamente y cargar a las víctimas y testigos con el grave riesgo de sufrir condena por su actuación de denuncia, lo que en la práctica supone una disuasión para la denuncia pública de estos hechos».
Medidas desarrolladas en el ámbito deportivo
Tras el caso de Viseras, el Consejo Superior de Deportes tomó una serie de medidas preventivas y de ayuda. En palabras de Miguel Cardenal, entonces presidente del CSD, «Cuando vinieron antiguas gimnastas y relataron sus experiencias, se las acompañó a presentar la denuncia, se tomaron medidas para prevenir a las actuales componentes del equipo y, cuando la policía manifestó que podían existir indicios de verosimilitud en esa denuncia, se actuó». El CSD creó una comisión encargada de elaborar una guía para proteger a los deportistas menores de edad, cuyo cumplimiento es un requisito para que las federaciones puedan acceder a las subvenciones del Consejo. Igualmente, se habilitó un teléfono de denuncias en los CAR, se contrató a una psicóloga especializada en atención a los menores y se han organizado jornadas obligatorias con las federaciones para conocer cómo se manifiesta este problema y el modo de actuar.

## Palmarés
- Campeonato de España 1978:  Medalla de plata en general individual.
- Campeonato del Mundo en Estrasburgo 1978: 18.ª por equipos.
- Memorial Blume 1978: 6.ª en general individual.
- Campeonato de España 1979:  Medalla de plata en general individual.
- Campeonato de Europa en Copenhague 1979: 22.ª en general individual.
- Campeonato del Mundo en Fort Worth 1979: 18.ª por equipos.
- Campeonato de España 1980:  Medalla de oro en general individual.
- Juegos Olímpicos de Moscú 1980: 62.ª en general individual.